# Guzowy Piec
Guzowy Piec (niem. Gusenofen) – wieś w Polsce położona w województwie warmińsko-mazurskim, w powiecie olsztyńskim, w gminie Gietrzwałd.
W latach 1975–1998 miejscowość administracyjnie należała do województwa olsztyńskiego.

## Położenie
Guzowy Piec położony jest na Mazurach, około 27 km od Olsztyna, nad Jeziorem Guzowy Piec.
Z krańca południowego wypływa do niego strumyk do potoku Jemiołówki (Amling), wpadającego do jeziora Sarąg. Powierzchnia jeziora Guzowy Piec wynosi 10,6 ha a maksymalna głębokość to 5 m. Jezioro porośnięte jest szerokim pasem trzciny. Mocno rozwinięta jest roślinność o liściach pływających (grążel żółty) i zanurzona (moczarka kanadyjska). Zbiornik obfituje w faunę bezkręgową. W skład ichtiofauny jeziora wchodzą takie gatunki jak karaś, leszcz, płoć, okoń, lin i szczupak.

## Historia

### Toponimia[3]
Na przestrzeni lat miejscowość wielokrotnie zmieniała nazwę. Znajdując się w granicach Prus Wschodnich wielokrotnie zmieniała swoją nazwę, a po włączeniu tych ziem do terytorium Polski Komisja Nazw Miejscowości i Obiektów Fizjograficznych nadała wsi polską nazwę Guzowy Piec. Miejscowość kolejno nazywała się:
- Gussen-Theeroffen (1711)
- Gusen lub Gusen-Ofen (1789)
- Gusen (1796–1802)
- Gusenofen (1820)
- Guzowy Piec

### Demografia
| Dane historyczne                       | Dane historyczne | Dane historyczne |
| Rok                                    | Ludność          | Zm., %           |
| -------------------------------------- | ---------------- | ---------------- |
| 1901                                   | 371              | –                |
| 1933                                   | 301              | −18,9%           |
| 1939                                   | 276              | −8,3%            |
| Tab. Zmiany ludnościowe Guzowego Pieca |                  |                  |

## Turystyka

### Baza turystyczna
Guzowy Piec jest miejscowością letniskową, w której znajduje się wiele prywatnych kwater dla turystów.
Największą liczbę miejsc noclegowych zapewnia obiekt hotelowy „Bajkowy Zakątek”, należący do turystycznej Grupy Anders. Obiekt mieści się w budynku starej szkoły, która po rewitalizacji stanowi centrum kompleksu składającego się z około 30 domków letniskowych, stylizowanych na dawne warmińskie chaty. Ośrodek stanowi miejsce wielu konferencji oraz wydarzeń sportowych i kulturalnych.
Na wschodnim brzegu jeziora Guzowy Piec położona jest duża posiadłość "Za Piecem". Oferuje dwa całoroczne domy do wynajęcia.

### Atrakcje turystyczne
- Sanktuarium Maryjne w Gietrzwałdzie
- pole golfowe "Mazury Golf & Country Club" w Naterkach
- skansen maszyn rolniczych w Naterkach
- Arboretum w Kudypach
- Aquapark w Pluskach

## Osoby związane z Guzowym Piecem
- Kurt Schmischke(inne języki) – niemiecki malarz, grafik, ilustrator książek o tematyce morskiej, wielokrotnie gościł w Guzowym Piecu, skąd pochodzili jego dziadkowie